# Даттых
Даттых (ингуш. Даьттагӏа) — село в Сунженском районе Республики Ингушетия.
Образует муниципальное образование сельское поселение Даттых как единственный населённый пункт в его составе.

## География
Село расположено на левом берегу реки Фортанга, у границы с Чеченской Республикой.
Ближайшие населённые пункты: село Мужичи на западе (менее 9 км по прямой), село Галашки на северо-западе (ближайшее по автодороге).

## История
Карабулакское (Орстхойское) селение Даттых основано в 1801 году и является родовым селением Булгучевых и Кориговых (Верхний Даттых) и Гандалоевых и Белхароевых (Нижний Даттых). На территории поселения сохранились остатки боевых башен представителей данных фамилий.
Основным промыслом жителей Даттыха в XIX веке была добыча соли, что способствовало благосостоянию и существенному политическому влиянию карабулаков на местные народы.
В начале 1851 года, чтобы наказать горцев за их дерзость, Слепцов собрал отряд, и двинул главную массу кавалерии под командою подполковника Мезенцева к аулу Даттых, издавна слывшему как гнездо самых отважных разбойников, а сам с пехотою и частью казаков направился к аулу Гандал-Басу в том же ущелье.
Начиная с 1859 года начинается выселение орстхойцев изо всех своих горных сёл — включая Даттых. Тогда же, на месте поселения была основана казачья станица — Датыхская.
в 1863 году согласно посемейным спискам в Даттыхе проживало 33 семьи, глава селения Гата Гамиргов.
В 1865 году все карабулаки были выселены из селения, и в числе мухаджиров ушли в Османскую Империю.
В 1875 году, с разрешения военного начальства, Даттых начали заселять горцы ингуши из Хамхинского и Цоринского обществ, арендовавших царскую казённую землю.
С 1944 по 1958 год, в период депортации чеченцев и ингушей и упразднения Чечено-Ингушской АССР, село носило название — Ключевое.

## Население
Население села Даттых:
| Год  | Численность | Численность |
| ---- | ----------- | ----------- |
| 1926 | 511         | [ 18 ]      |
| 2002 | 146         | [ 19 ]      |
| 2006 | 113         | [ 20 ]      |
| 2007 | 114         | [ 20 ]      |
| 2008 | 115         | [ 20 ]      |
| 2009 | 117         | [ 20 ]      |
| 2010 | 240         | [ 21 ]      |
| 2011 | 240         | [ 21 ]      |
| 2012 | 250         | [ 21 ]      |
| 2013 | 251         | [ 21 ]      |
| 2014 | 267         | [ 22 ]      |
| 2015 | 269         | [ 23 ]      |
| 2016 | 271         | [ 24 ]      |
| 2017 | 274         | [ 25 ]      |
| 2018 | 276         | [ 26 ]      |
| 2019 | 285         | [ 27 ]      |
| 2020 | 284         | [ 28 ]      |
| 2021 | 277         | [ 29 ]      |
| 2023 | 280         | [ 30 ]      |
| 2024 | 282         | [ 31 ]      |
| 2025 | 282         | [ 1 ]       |

### Национальный состав
По данным Всероссийской переписи населения 2010 года:
| № | Национальность | Численность, чел. | Доля    |
| - | -------------- | ----------------- | ------- |
| 1 | ингуши         | 173               | 72,08 % |
| 2 | чеченцы        | 63                | 26,25 % |
| 3 | другие         | 4                 | 1,67 %  |